# Vieille-Brioude
Die französische Gemeinde Vieille-Brioude (okzitanisch: Veïa-Bride) mit 1.245 Einwohnern (Stand: 1. Januar 2022) liegt im Département Haute-Loire in der Region Auvergne-Rhône-Alpes. Die Gemeinde gehört zum Arrondissement Brioude und zum Kanton Brioude.

## Geographie
Vieille-Brioude liegt etwa 44 Kilometer nordwestlich von Le Puy-en-Velay am Fluss Allier, in den hier die Senouire und der Ceroux münden.

### Nachbargemeinden
Umgeben wird Vieille-Brioude von den Nachbargemeinden Brioude im Norden, Fontannes im Nordosten, Lavaudieu im Osten, La Chomette im Südosten, Saint-Privat-du-Dragon, Saint-Ilpize und Villeneuve-d’Allier im Süden, Saint-Just-près-Brioude im Westen und Südwesten sowie Saint-Laurent-Chabreuges im Nordwesten.

## Bevölkerungsentwicklung
| Jahr                       | 1962 | 1968 | 1975 | 1982 | 1990 | 1999 | 2006 | 2017 |
| Einwohner                  | 642  | 600  | 645  | 770  | 1007 | 1099 | 1205 | 1194 |
| Quellen: Cassini und INSEE |      |      |      |      |      |      |      |      |

## Sehenswürdigkeiten
- Dolmen von Védrines
- Kirche Sainte-Anne, Monument historique
- Pont de la Bajasse, Brücke, Monument historique
- Pont de Vieille-Brioude, Brücke, Monument historique

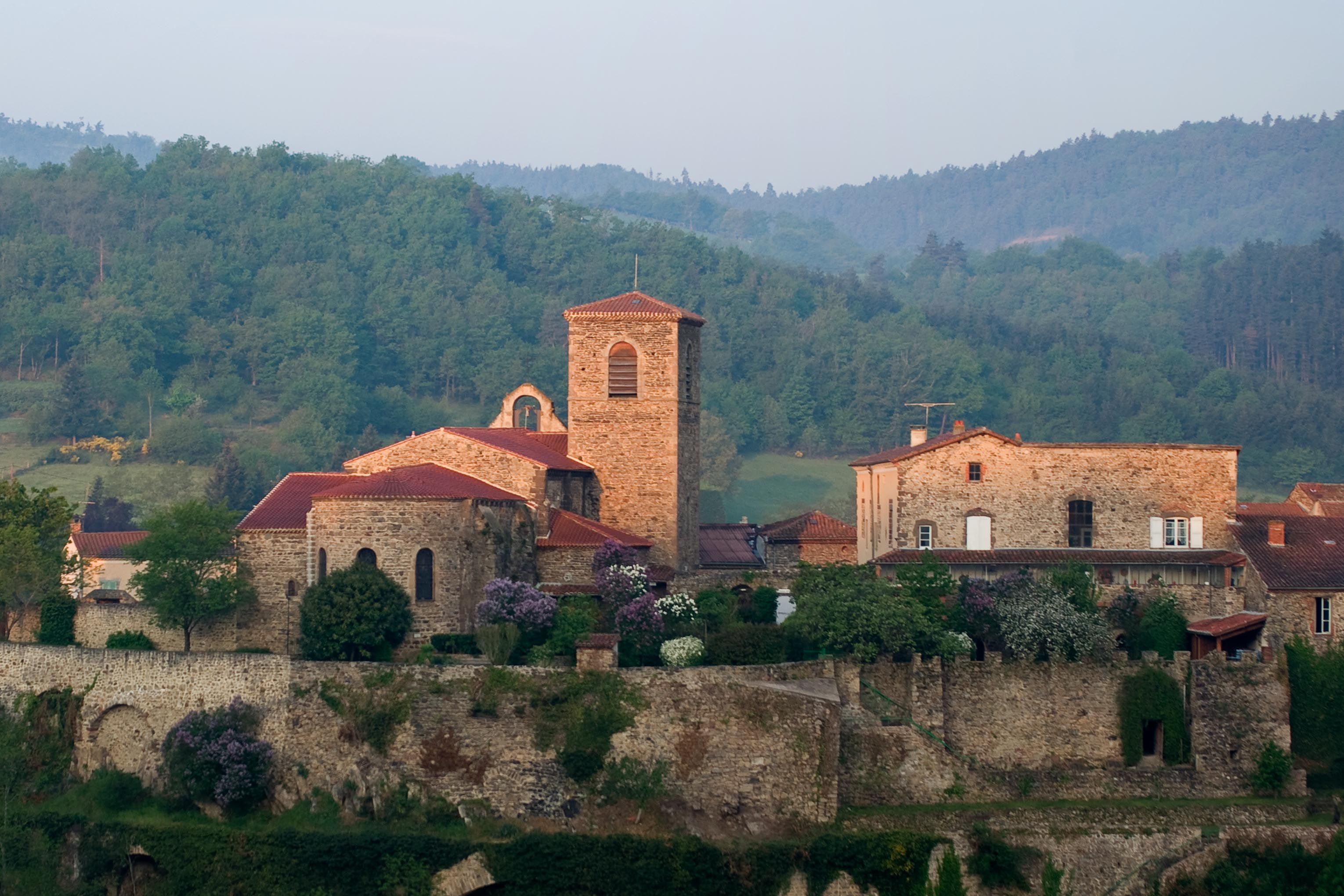
Kirche Sainte-Anne
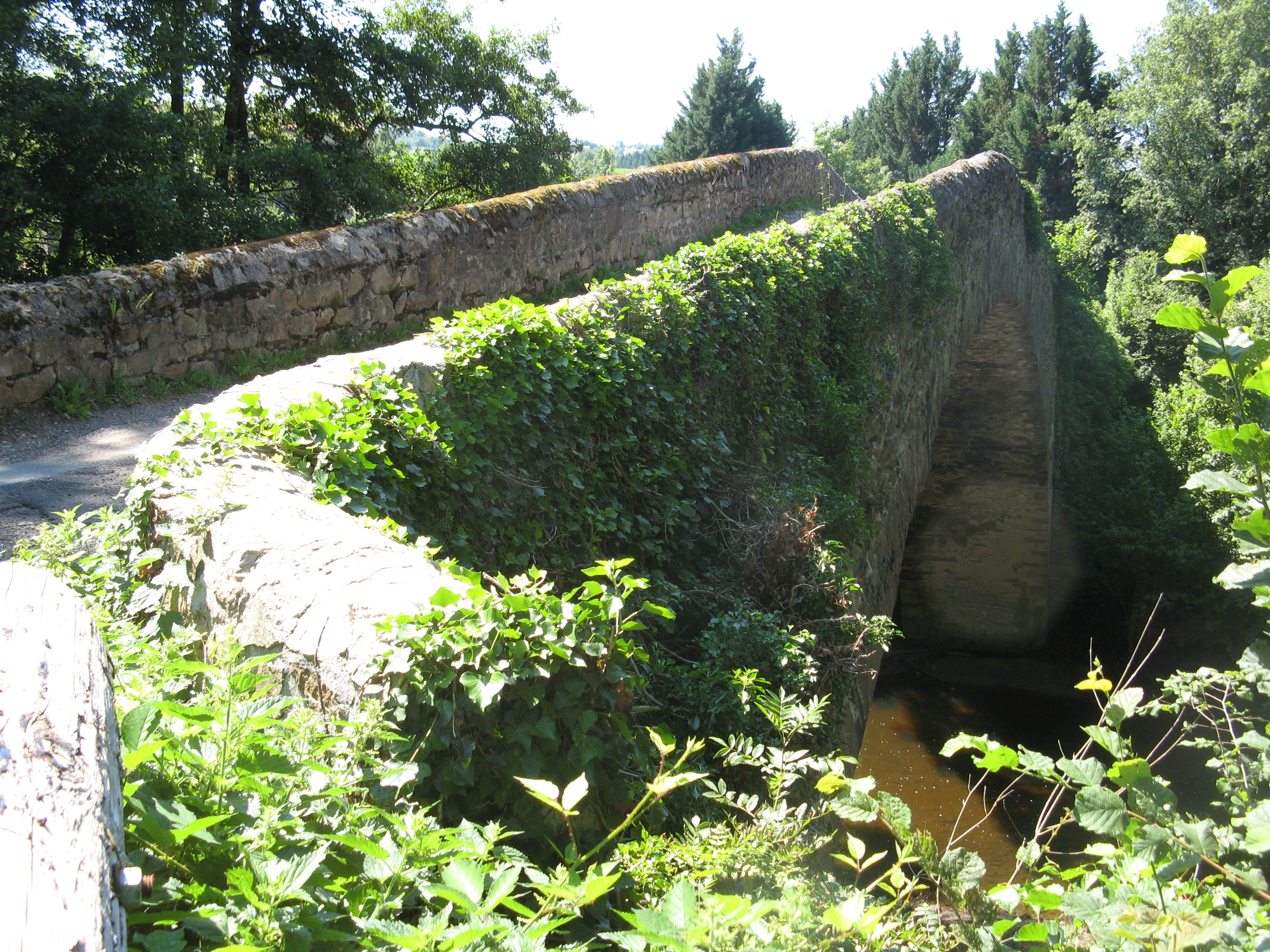
Pont de la Bajasse
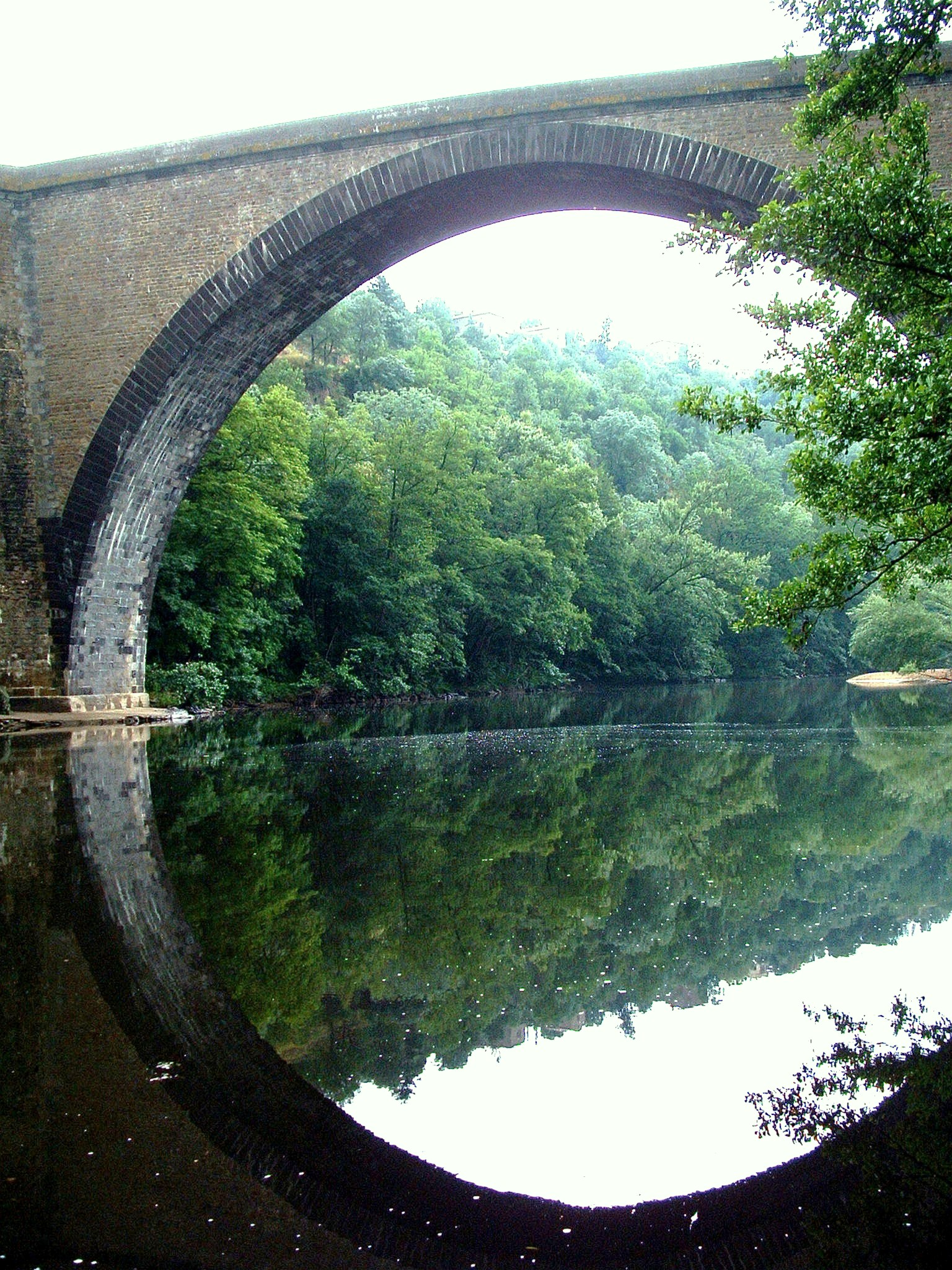
Pont de Vieille-Brioude

## Gemeindepartnerschaft
Mit der französischen Gemeinde Portiragnes im Département Hérault besteht eine Partnerschaft.

## Persönlichkeiten
- Pierre de Vielle-Bride (um 1200–um 1253), Großmeister des Johanniterordens